# Stéphane Gomez
Pour les articles homonymes, voir Gomez.
Stéphane Gomez (né le 2 août 1976 à Millau) est un nageur français spécialiste de la nage en eau libre. Il s'entraîne au club de Millau. Vice-champion d'Europe sur 25 km en 2006 derrière son compatriote Gilles Rondy, l'Aveyronnais est spécialiste des longues distances. Cependant, avec l'apparition de l'épreuve du 10 km nage libre aux Jeux olympiques 2008 de Pékin, le nageur français est contraint de modifier son approche de la discipline qui ne permet pas, selon lui, de faire des écarts importants avec les autres nageurs. Ainsi, lors des mondiaux 2007, il termine 18e de cette épreuve non loin des places d'honneur.

## Palmarès
- Championnats du monde
  - Championnats du monde de nage en eau libre 2000
    -  Médaille de bronze par équipe sur 25 km en eau libre

  - Championnats du monde 2001
  -  Médaille d'argent sur 25 km en eau libre
- Championnats d'Europe
  - Championnats d'Europe 2006 à Budapest
    -  Médaille de bronze sur 25 km en eau libre (5 h 10 min 19 s )
- Coupe du monde
  - Deuxième du classement général de la Coupe du monde d'eau libre FINA 2004 et 2005, troisième en 2006.
- Coupe d'Europe
  - Premier du classement général de la Coupe d'Europe 2000.
  - Deuxième du classement général de la Coupe d'Europe 1998.
- Championnats de France
  - Sept titres de champion de France sur 5, 10 et 25 km.
  - Champion de France d'aquathlon 2014